# Johann von Zwehl

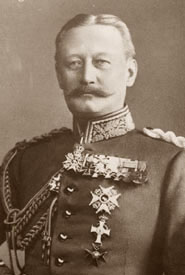
Johann von Zwehl

Johann (Hans) von Zwehl (27 tháng 7 năm 1851 tại Osterode am Harz – 28 tháng 5 năm 1926 tại Berlin) là một sĩ quan quân đội Phổ, đã được thăng đến cấp Thượng tướng Bộ binh. Được xem là một vị tướng tài năng, ông đã tham chiến trong cuộc Chiến tranh Pháp-Đức (1870 – 1871) và đánh chiếm pháo đài Maubeuge của Pháp trong Chiến tranh thế giới thứ nhất. Từ năm 1916 cho đến năm 1918, ông là Thống đốc Antwerp.

## Tiểu sử
Vào ngày 2 tháng 8 năm 1870, Zwehl gia nhập Trung đoàn Bộ binh "Bá tước Schwerin" (số 3 Pommern) số 14 với vai trò là một lính cầm cờ. Với đơn vị này, ông đã tham gia cuộc Chiến tranh Pháp-Đức (1870 – 1871).
Vào ngày 22 tháng 5 năm 1900, Zwehl được ủy nhiệm làm Tư lệnh của Trung đoàn Bắn súng hỏa mai "Thống chế Vương tử Albrecht của Phổ" (Hanover) số 73, với bản doanh tại Hannover. Hai năm sau, ông ban đầu được giao quyền chỉ huy (Führung) Trung đoàn Bộ binh số 30 tại Koblenz vào ngày 17 tháng 5, và sau đó ông được lãnh chức Tư lệnh Lữ đoàn đồng thời được phong quân hàm Thiếu tướng vào ngày 19 tháng 6 năm 1902. Tiếp theo đó, vào ngày 4 tháng 9 năm 1906, ông được thăng cấp Trung tướng, đồng thời được bổ nhiệm làm Tư lệnh của Sư đoàn số 13 tại Münster. Zwehl giữ chức vụ này cho đến ngày 30 tháng 7 năm 1908 thì thôi chức. Sau đó, ông được chuyển vào ngạch Sĩ quan trừ bị (Offizieren der Armee) và vào ngày 9 tháng 9 năm 1909, ông về hưu.
Với cuộc tổng động viên quân đội Đức khi cuộc Chiến tranh thế giới thứ nhất bùng nổ, Zwehl tái ngũ và được bổ nhiệm làm Tướng tư lệnh Quân đoàn VII. Vào ngày 25 tháng 8, cuộc vây hãm Maubeuge khởi đầu. Sau giao chiến quyết liệt, những người lính vùng Rheinland và Westfalen của Đức trong Quân đoàn VII đã buộc quân đội Pháp đồn trú ở Maubeuge phải đầu hàng. Chiến thắng này đã giúp cho Quân đoàn VII rảnh tay để lấp cái lỗ hổng chết người giữa các lực lượng phòng ngự tại sông Aisne. Zwehl là người thứ tư được trao tặng Huân chương Quân công trong cuộc chiến vì công đánh chiếm Maubeuge của ông. Từ ngày 17 tháng 12 năm 1916 cho đến khi chiến tranh kết thúc, ông giữ chức Thống đốc Antwerp tại nước Bỉ bị Đức chiếm đóng. Sau khi cuộc chiến chấm dứt, vào ngày 25 tháng 11 năm 1918, ông giải ngũ.
Kể từ năm 1912, Johann von Zwehl là một thành viên của Hiệp hội Vô luật Berlin (Gesetzlose Gesellschaft zu Berlin). Ông từ trần vào ngày 28 tháng 5 năm 1926 tại thành phố thủ đô nước Đức.

## Một số phần thưởng
- Huân chương Thập tự Sắt (1914) hạng I[6]
- Huân chương Ghi công của Vương triều Phổ[6]
- Huân chương Quân công đính kèm Bó sồi[7]
  - Huân chương Quân công vào ngày 8 tháng 9 năm 1914
  - Bó sồi vào ngày 17 tháng 10 năm 1917